# Janice Hallett
Janice Hallett (nacida en 1969) es una periodista, guionista y autora británica de novelas de misterio. Su debut como escritora con  The Appeal, fue el segundo libro de ficción más vendido en el Reino Unido en 2021 y le valió el premio CWA New Blood Dagger de 2022.
Estudió escritura de guiones en Royal Holloway, Universidad de Londres, y lengua inglesa en el University College de Londres. En 2011, coescribió Retreat, una película británica de terror y suspense. Trabajó como periodista para el Departamento de Desarrollo Internacional. También trabajó en Cosmetics International.
El libro de Hallett de 2022, [The Twyford Code, fue incluido en la lista de los «Mejores libros de 2022: ficción criminal» por el Financial Times.

En 2023, la edición japonesa de The Appeal, traducida por Ran Yamada, fue nominada para el Mystery Writers of Japan Award for Mystery Fiction in Translation.